# Емон (річка)
Емон (швед. Emån) — річка на півдні Швеції, у східній частині Йоталанду. Довжина річки становить приблизно 220 км,   площа басейну за різними даними — 4460 - 4471,9 км².   На річці побудовано багато ГЕС малої потужності. 